# サリヴァンの旅
『サリヴァンの旅』（サリヴァンのたび、原題：Sullivan's Travels）は、1941年制作のアメリカ合衆国のコメディ映画。プレストン・スタージェス監督。
1990年、アメリカ国立フィルム登録簿に登録された。2003年には、スティーヴン・ジェイ・シュナイダーの『死ぬまでに観たい映画1001本』にも掲載された。また、Rotten Tomatoesの支持率100%の映画のうちの１つでもある。

## あらすじ
ジョン・サリヴァンはコメディ映画の監督として成功を収めていたが、最近自分の仕事に不満を感じ、社会派映画の撮影を熱望し始める。
サリヴァンは現実社会を知るためとして、ホームレスにカムフラージュして旅に出ようとするが、失敗を重ねてなかなかうまく行かない。
ある日、サリヴァンはハリウッドのカフェでブロンドの美女に出会う。彼女はエルンスト・ルビッチの映画に出演する夢に破れて、故郷に帰ろうとしていた。サリヴァンが映画監督だと知らない彼女は彼をホームレスだと思い込み、暖かいコーヒーをご馳走する。
これで意気投合したサリヴァンと彼女は、旅を再開するのだが…。

## キャスト
- ジョン・サリヴァン：ジョエル・マクリー
- 美女：ヴェロニカ・レイク
- ルブランド氏：ロバート・ワーウィック
- ジョナス氏 - 広報担当：ウィリアム・デマレスト
- カザルシス氏：フランクリン・パンボーン
- ハドリアヌス氏：ポーター・ホール
- ジョニー・バルデル氏：バイロン・ファウルジャー
- 秘書：マーガレット・ヘイズ
- サリバン夫人：ジェーン・バッキンガム
- バロウズ - サリバンの執事：ロバート・グレイグ
- サリバンの従者：エリック・ブロア
- 医師：トーベン・マイヤー
- 老浮浪者：ジョルジュ・ルナヴァン
- レール・ヤード・ブル：エモリー・パーネル
- 説教師：ジェス・リー・ブルックス

## 備考
- 2000年の映画『オー・ブラザー!』の原題O Brother, Where Art Thou?は、本作の劇中でサリヴァンが作ろうとしていた映画O Brother, Where Art Thou?からとられている[2]。